# Bulbul olivaci
El bulbul olivaci (Iole viridescens) és una espècie d'ocell de la família dels picnonòtids (Pycnonotidae). Es troba a Bangladesh, l'Índia, Myanmar i Tailàndia. Els seus hàbitats principals són els boscos tropicals i subtropicals de frondoses humits de les terres baixes. El seu estat de conservació es considera de risc mínim.
No s'ha de confondre amb el bulbul d'ulleres blaves (Brachypodius nieuwenhuisii; syn: Pycnonotus nieuwenhuisii), doncs en algunes fonts en català aquesta altra espècie a vegades també se l'ha anomenada bulbul olivaci.

## Taxonomia
Segons el Handook of the Birds of the World i la quarta versió de la BirdLife International Checklist of the birds of the world (Desembre 2019), el bulbul olivaci presenta quatre subespècies: (I.o. viridescens, lekhakuni, cinnamomeoventris i cacharensis). Tanmateix, en la llista mundial d'ocells del Congrés Ornitològic Internacional (versió 13.2, juliol 2023) la subespècie cacharensis es considera una espècie separada: Iole cacharensis.